# Ascocalvatia alveolata
Ascocalvatia alveolata är en svampart som beskrevs av Malloch & Cain 1971. Ascocalvatia alveolata ingår i släktet Ascocalvatia och familjen Onygenaceae.   Inga underarter finns listade i Catalogue of Life.